# Bellevue (hotel)
Bellevue, původně Velký dům a posléze Obydlí víly, je ubytovací objekt ve slovenské obci Starý Smokovec. Vybudovat ho nechal Johann Georg Rainer, řezník ze Spišské Soboty, se svojí manželkou Elisabethou. Dokončen byl roku 1850 a je tak nejstarší zachovalou stavbou ve Vysokých Tatrách. Objekt se stal první patrovou budovou s hrázděnou konstrukcí ve městě. V šedesátých letech 20. století působil v hotelu kuchař Karel Havlík, který byl šéfkuchařem Bratislavské restaurace, jednom z gastronomických provozů v československém pavilonu na Světové výstavě 1967, jež se konala v Montréalu v Kanadě.